# Elbekreuzung 1

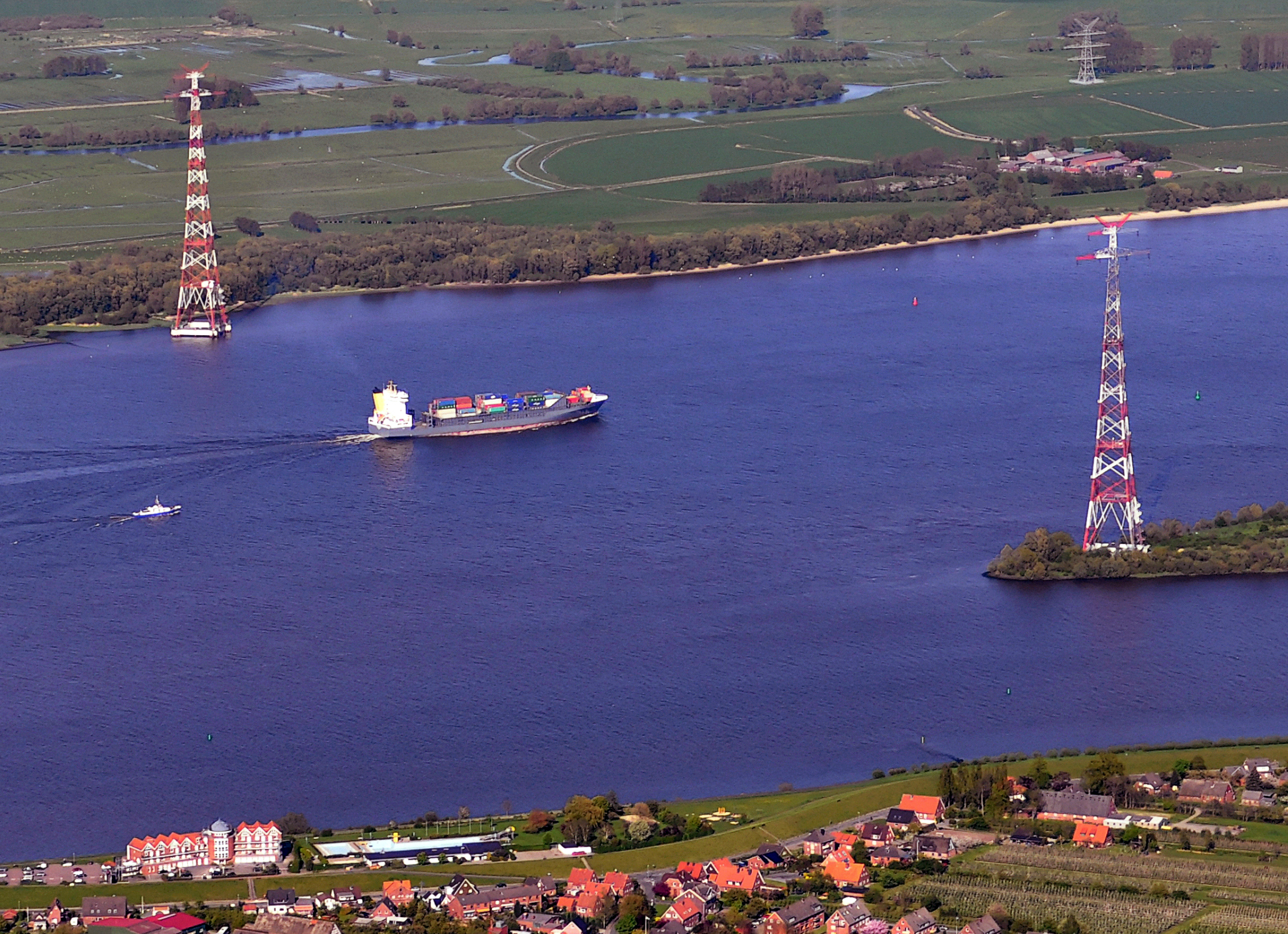
Ein Containerschiff unterquert die Elbekreuzung 1, Blickrichtung Nordost

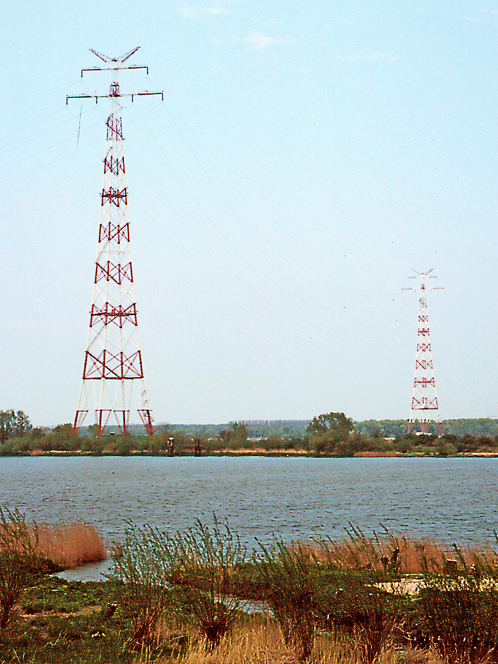
Elbekreuzung 1 nach Norden, der vordere Mast steht auf der Elbinsel Lühesand (2005).

Die Elbekreuzung 1 ist eine zwischen 1959 und 1962 errichtete Freileitungskreuzung der Elbe und der 220-kV-Drehstromleitung Stade–Hamburg-Nord.

## Ausführung
Die Elbekreuzung 1 besteht aus vier Freileitungsmasten:
- Zwei als Portalmaste ausgeführten Abspannmasten von 50 m Höhe mit einer Traverse in 33 m. Einer dieser Masten steht auf der schleswig-holsteinischen Elbseite, der andere auf der niedersächsischen Elbseite im Alten Land.
- Zwei identische Tragmasten von 189 m Höhe mit 330 Tonnen Gewicht, um die nötige Durchfahrtshöhe von 75 Metern auf der Elbe zu gewährleisten. Einer dieser Masten steht auf der Elbinsel Lühesand, der andere auf Julssand, einer ehemaligen Elbinsel in der Nähe der Hetlinger Schanze auf der schleswig-holsteinischen Elbseite. Wegen des sumpfigen Untergrundes wurden beide Masten als Pfahlgründung ausgeführt. Hierbei ruht der Mast auf der Insel Lühesand auf 41 und der auf dem Buhnenfeld auf 57 Pfählen. Im Unterschied zur im Leitungsbau allgemein üblichen Praxis stehen die Eckstiele dieser Masten diagonal zur Richtung der Leitung, was gewisse Materialersparnisse mit sich brachte. Die beiden Traversen für die Aufnahme der sechs Leiterseile befinden sich in einer Höhe von 166 m und 179 m.

Die Spannweite zwischen den Tragmasten über der Elbe beträgt etwa 1.140 m.
Der Mast bei Julssand trägt in 30 m Höhe eine Radaranlage des Wasser- und Schifffahrtsamts Hamburg. Beide Masten sind mit Treppen und Laufstegen zur Wartung der Flugsicherheitsbefeuerung und mit einer Winde zum Heben schwerer Lasten ausgestattet.
Die Elbekreuzung 1 wurde in den 1970er-Jahren durch die Elbekreuzung 2 ergänzt.
Koordinaten:
- Nördlicher Mast (Festland): 53° 36′ 34″ N, 9° 35′ 4″ O
- Südlicher Mast (Lühesand): 53° 36′ 6″ N, 9° 34′ 24″ O

- Karte mit beiden Koordinaten:
- OSM |
- WikiMap

## Umbeseilung der Elbekreuzung 2
Im Zuge der Kapazitätserweiterung der Elbekreuzung 2 werden die dortigen Bahnstromleitungen auf die Elbekreuzung 1 umgeschaltet.

## Bilder

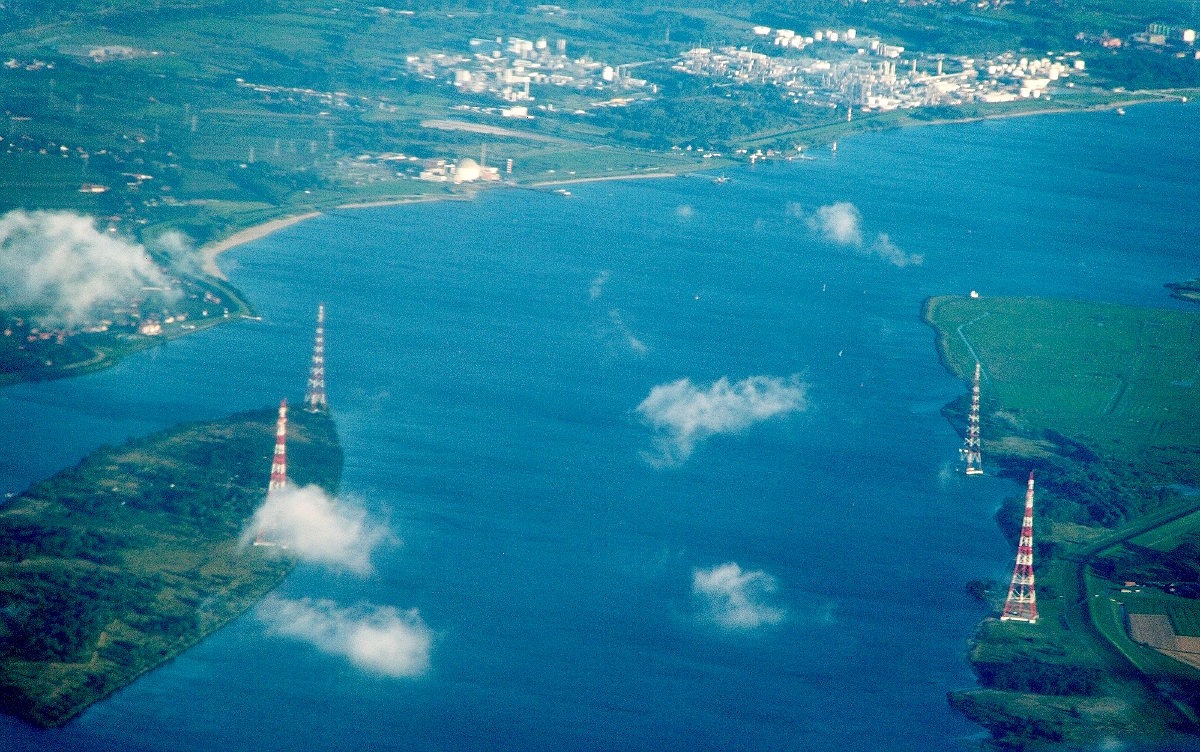
Luftbild nach Westen elbabwärts Richtung Stade. Vorn Elbekreuzung 2, dahinter Elbekreuzung 1, links: Insel Lühesand mit den südlichen Tragmasten beider Elbekreuzungen, im Hintergrund am Elbufer das ehemalige KKW Stade.
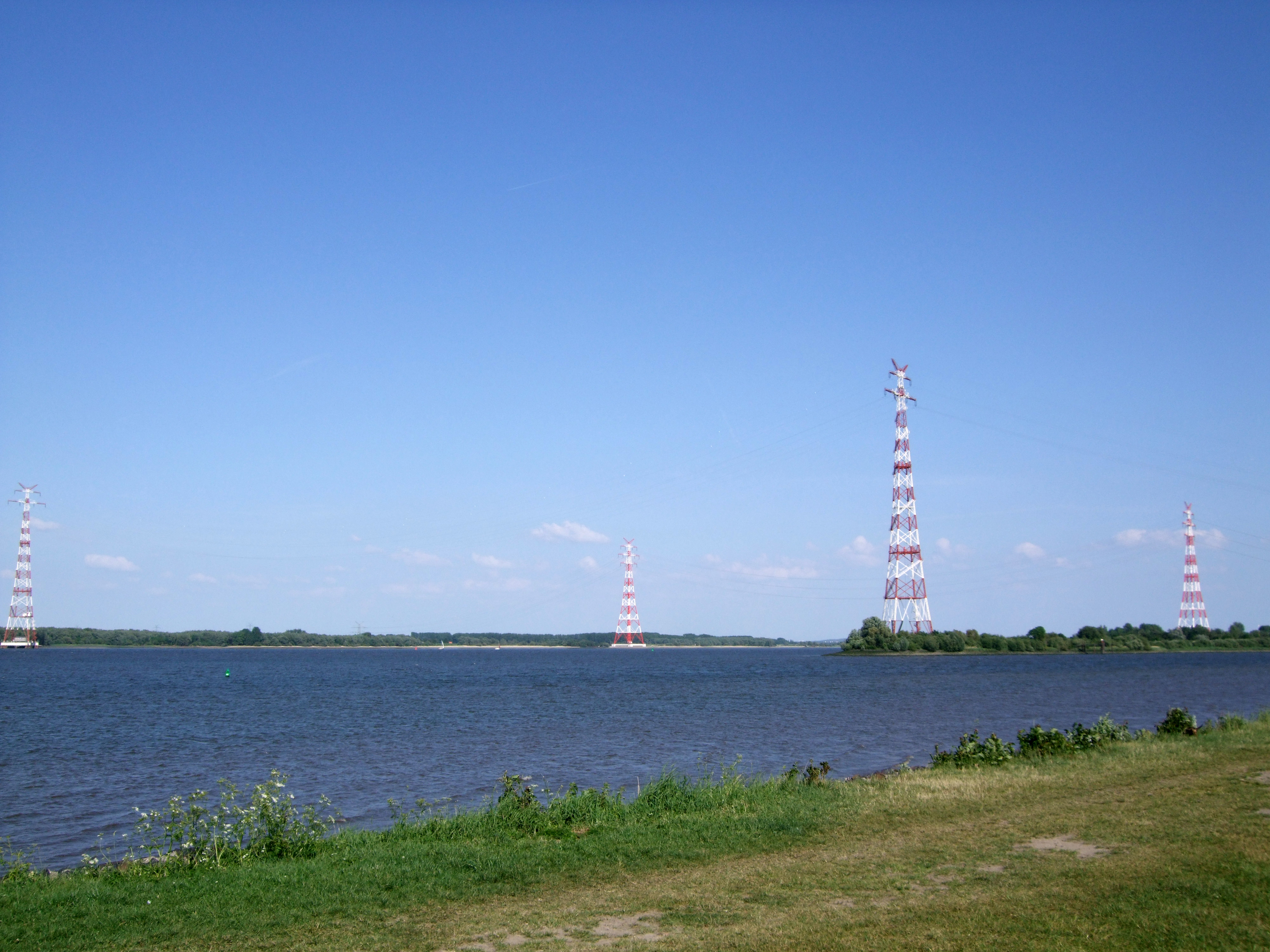
Blick nach Osten elbaufwärts. Vorn Elbekreuzung 1 (Masten 1 und 3 von links), dahinter Elbekreuzung 2 (Masten 2 und 4). Rechts Insel Lühesand.